# Schauzeichen
Schauzeichen sind elektromechanische Anzeige- bzw. Signalgeräte, die optisch zwei Zustände anzeigen können: stromlos und erregt (d. h., es liegt eine Spannung an).

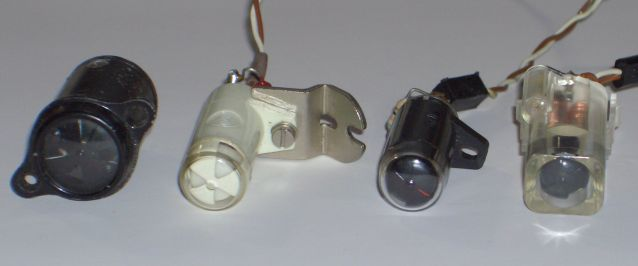
Verschiedene Sternschauzeichen; von links nach rechts moderner

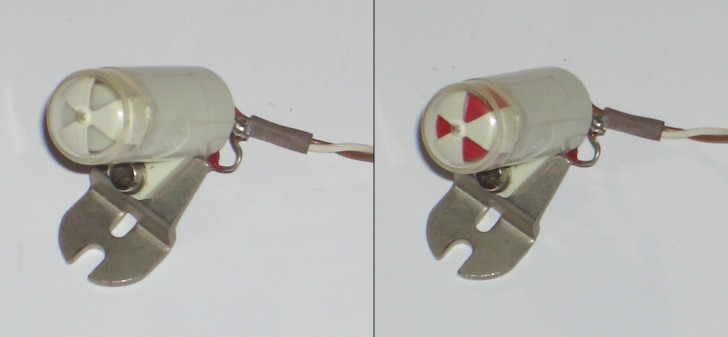
Sternschauzeichen; links Ruhezustand (stromlos), rechts erregt

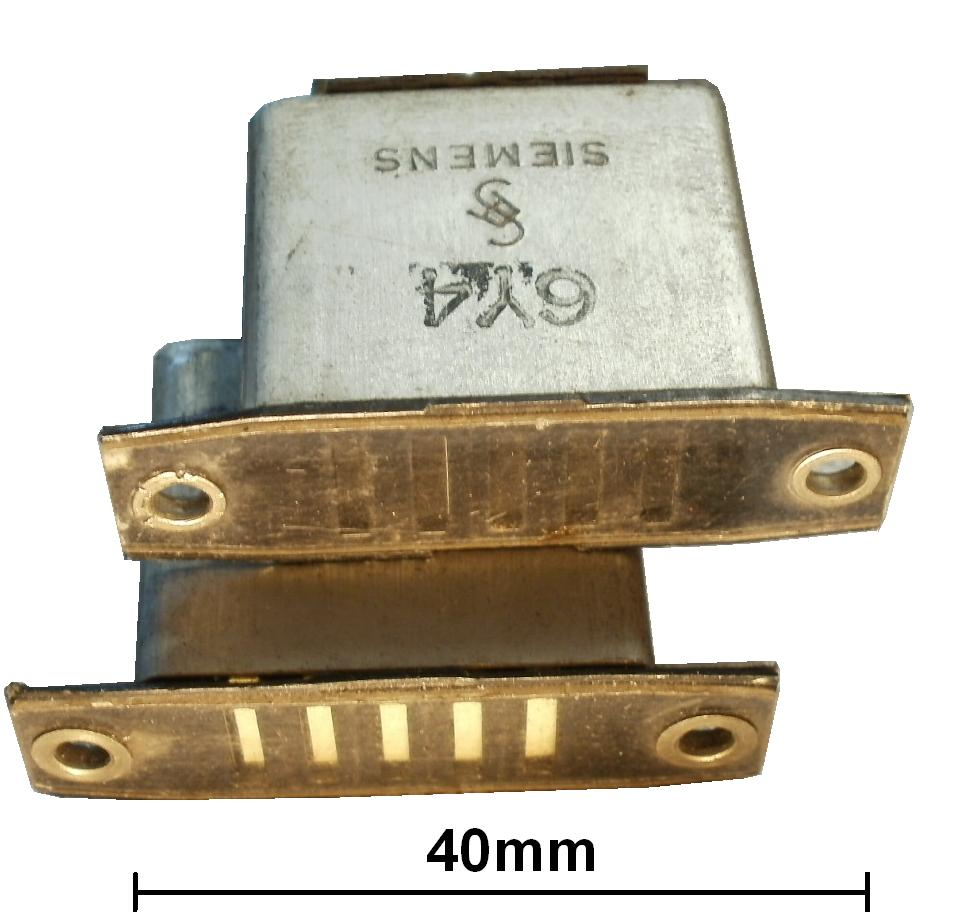
Streifenschauzeichen; oben Ruhezustand (stromlos), unten erregt

Unter anderem wurden sie in der analogen Telefontechnik als Anruf- oder Besetztanzeige (z. B. bei der A2-Schaltung) verwendet. Weitere Anwendungen sind Schaltwarten von Anlagen und Kraftwerken sowie Anzeigen für Landeklappen, Fahrwerk oder Rollschauzeichen im Cockpit von Flugzeugen.
Der Vorteil gegenüber Signallampen ist, dass sie mit sehr kleinen Leistungen angesteuert werden können und (z. B. gegenüber Glühlampen) eine nahezu unbeschränkte Lebensdauer haben. Weiterhin sind sie auch bei heller Beleuchtung erkennbar. Im Unterschied dazu lösen die artverwandten Fallklappenrelais bei einem Spannungsimpuls aus und bleiben bis zum manuellen Rücksetzen in dieser Position. Sie können so ein Ereignis melden, wenn es stattgefunden hat.
Schauzeichen sind heute meist durch andere optische Anzeigen wie Leuchtdioden abgelöst worden.

## Typen
In historischen Telefonen und Vermittlungsanlagen gibt es im Wesentlichen drei verschiedene Typen:
- Sternschauzeichen haben ein Kreissektor-Muster, welches beim Ansprechen durch eine dahinterliegende, drehbare, ebenso geformte Scheibe (Drehanker) sichtbar wird.[1] Einsatz als Einzelschauzeichen, zum Beispiel beim Telefon FeTAp 615.[2]
- Drosselschauzeichen[3] besitzen ähnlich wie Fallklappenrelais eine Fläche („Fahne“), die durch einen Anker ausgelöst, hinter einem Fenster erscheint.
- Streifen- oder Gitterschauzeichen besitzen auf einer solchen Fahne ein in Ruhe durch ein davorliegendes Gitter verdecktes Streifenmuster. Sie sind oft zu Vielfachfeldern aneinandergereiht und waren in handbedienten Telefon-Vermittlungsschränken eingesetzt.

Schalterstellungsanzeiger besitzen drei Stellungen und können als Fernüberwachung die Zustände „Aus“, „Ein“ und „Störung“ zum Beispiel eines Leistungsschalters anzeigen.

## Aufbau und Funktion
Alle Schauzeichen arbeiten elektromagnetisch mit Magnetspulen.
Sternschauzeichen sind zylinderförmige Bauteile mit einem Durchmesser von 12 oder 18 mm und einer Bauhöhe von 30 mm. An der Frontseite befindet sich eine sternförmig ausgesparte Abdeckung, unter der sich der auf einer Achse drehbar gelagerte meist rote oder schwarze Sichtstern befindet. Im nichterregten Zustand wird er von einer kleinen Spiralfeder in der Ruhelage gehalten und ist damit verdeckt. Bei Stromdurchfluss wird ein Magnetfeld aufgebaut, das das als Anker dienende Flügelkreuz in das Sichtfeld dreht. Bei Abschalten des Stromes wird es durch die Feder zurückgestellt.
Streifenschauzeichen bestehen aus einem durch ein Gitter verdeckten, durch einen Klappanker bewegten Streifenmuster, das sich bei Erregung um genau einen Gitterabstand verschiebt und so als Kontrast hervortritt.
In der Regel sind Schauzeichen für Gleichstrombetrieb ausgelegt und haben je nach Ausführung einen elektrischen Widerstand von 25 bis 15000 Ω. In der hochohmigsten Variante sprechen sie bei einem Strom von 0,75 mA an, bis zu einem Strom von 15 mA in der niederohmigsten Ausführung. Bei Telefonanlagen liegen sie oft in Reihe in der Telefonleitung und reagieren auf den beim Abheben fließenden Strom.
Schalterstellungsanzeigen sind oft für Gleich- und Wechselspannung gleichermaßen geeignet (z. B. 300 Volt).